# بيلة متسقة الكثافة
بيلة متسقة الكثافة يشير هذا المصطلح إلى إفراز البول الذي كثافته النوعية ليست أكثر ولا أقل من البلازما الخالية من البروتين، وعادة ما تكون بين (1.008) - (1.012). وهو يعكس فشل الأنبوب الكلوي.
وهناك مصطلح وثيق الصلة بالبيلة المتسقة الكثافة وهو مصطلح فرط أسمولية البول، حيث يكون البول ذا كثافة نوعية قليلة نسبيًا. وإن لم يكن بالضرورة مساويا للبلازما. لذلك على عكس البيلة المتسقة الكثافة، لا يرتبط هذا الظرف مع الفشل الكلوي كما أن أنابيب الكلية قد تنظم الترشيح الكلوي.

## الأهمية السريرية
هذه الحالات المرضية مثل الفشل الكلوي المزمن والحاد والذي تفتقر فيه الكلية أو لا تمتلك القدرة على تخفيف أو تركيز البول. ولذلك فإن ترشيح الدم يبقى على حاله على الرغم من أن الجسم يحتاج إفراز المياه.